# Discografia de Sakura Gakuin
A discografia de Sakura Gakuin, um grupo idol Japonês, consiste em cinco álbuns de estúdio, seis álbuns de vídeo, um álbum de grandes êxitos e dez singles.

## Álbuns

### Álbuns de estúdio
| Ano  | Detalhes do álbum | Desempenho nas paradas musicais | Desempenho nas paradas musicais |
| Ano  | Detalhes do álbum | JPN                             | JPN Top Sales                   |
| ---- | --- | ------------------------------- | ------------------------------- |
| 2011 | Sakura Gakuin 2010 Nendo ~message~ (さくら学院 2010年度 ～message～) - Lançado: 27 de abril de 2011 - Gravadora: TOY'S FACTORY - Formato: CD, CD+DVD, download digital           | 54                              | —                               |
| 2012 | Sakura Gakuin 2011 Nendo ~Friends~ (さくら学院 2011年度 ～FRIENDS～) - Lançado: 21 de março de 2012 - Gravadora: Universal J - Formato: CD, CD+DVD, download digital             | 56                              | 59                              |
| 2013 | Sakura Gakuin 2012 Nendo ~My Generation~ (さくら学院 2012年度 ～My Generation～) - Lançado: 13 de março de 2013 - Gravadora: Universal J - Formato: CD, CD+DVD, download digital | 39                              | 32                              |
| 2014 | Sakura Gakuin 2013 Nendo ~Kizuna~ (さくら学院 2013年度 〜絆〜) - Lançado: 12 de março de 2014 - Gravadora: Universal J - Formato: CD, CD+DVD, download digital                   | 29                              | 27                              |
| 2015 | Sakura Gakuin 2014 Nendo ~Kimi ni Todoke~ (さくら学院 2014年度 ～君に届け～) - Lançado: 25 de março de 2015 - Gravadora: Universal J - Formato: CD, CD+DVD, download digital     | 18                              | 18                              |

### Álbuns de vídeo
| No. | Título | Data de lançamento      | Desempenho nas paradas musicais | Desempenho nas paradas musicais |
| No. | Título | Data de lançamento      | JPN Oricon DVD                  | JPN Oricon DVD                  |
| No. | Título | Data de lançamento      | Melhor posição                  | Semanas nas tabelas             |
| --- | --- | ----------------------- | ------------------------------- | ------------------------------- |
| 1   | Sakura Gakuin First Live & Documentary 2010 to 2011 ~Smile~ (さくら学院FIRST LIVE ＆ DOCUMENTARY 2010 to 2011～SMILE～)     | 27 de junho de 2012     | 53                              | 1                               |
| —   | Sakura Gakuin Sun! -Matome- (さくら学院SUN! -まとめ-)                                                                       | 27 de fevereiro de 2013 | 165                             | 1                               |
| 2   | The Road to Graduation Final ~Sakura Gakuin 2012 Nendo Sotsugyo~ (The Road to Graduation Final ～さくら学院2012年度 卒業～) | 3 de julho de 2013      | 31                              | 1                               |
| 3   | Sakura Gakuin Festival 2013 -Live Edition- (さくら学院祭☆2013 -LIVE EDITION-)                                               | 12 de fevereiro de 2014 | 27                              | 1                               |
| 4   | Sakura Gakuin The Road to Graduation 2013 ~Kizuna~ (さくら学院 The Road to Graduation 2013 ～絆～)                          | 23 de julho de 2014     | 34                              | 1                               |
| 5   | The Road to Graduation 2014 ~Kimi ni Todoke~ (The Road to Graduation 2014 ～君に届け～)                                     | 7 de julho de 2015      | Pendente                        | Pendente                        |

### Álbuns de grandes êxitos
| No. | Título                                                                   | Data de lançamento | Desempenho nas paradas musicais | Desempenho nas paradas musicais | Notas                                   |
| No. | Título                                                                   | Data de lançamento | JPN Oricon                      | JPN Oricon                      | Notas                                   |
| No. | Título                                                                   | Data de lançamento | Melhor posição                  | Semanas nas tabelas             | Notas                                   |
| --- | ------------------------------------------------------------------------ | ------------------ | ------------------------------- | ------------------------------- | --------------------------------------- |
| 1   | Hokago Anthology from Sakura Gakuin (放課後アンソロジー from さくら学院) | 5 de maio de 2014  | 96                              | 1                               | Coletânea com canções de seus subgrupos |

## Singles
| #                                                                                           | Ano  | Título                                                  | Desempenho nas paradas musicais | Desempenho nas paradas musicais | Álbum                                     |
| #                                                                                           | Ano  | Título                                                  | JPN Oricon                      | JPN Hot 100                     | Álbum                                     |
| ------------------------------------------------------------------------------------------- | ---- | ------------------------------------------------------- | ------------------------------- | ------------------------------- | ----------------------------------------- |
| 1                                                                                           | 2010 | "Yume ni Mukatte / Hello ! Ivy"                         | 35                              | —                               | Sakura Gakuin 2010 Nendo ~message~        |
| -                                                                                           | 2011 | "Friends" (distribuído limitadamente)                   | —                               | —                               | Sakura Gakuin 2011 Nendo ~Friends~        |
| 2                                                                                           | 2011 | "Verishuvi"                                             | 29                              | —                               | Sakura Gakuin 2011 Nendo ~Friends~        |
| 3                                                                                           | 2012 | "Tabidachi no Hi ni"                                    | 14                              | 93                              | Sakura Gakuin 2011 Nendo ~Friends~        |
| 4                                                                                           | 2012 | "Wonderful Journey"                                     | 23                              | —                               | Sakura Gakuin 2012 Nendo ~My Generation~  |
| 5                                                                                           | 2013 | "My Graduation Toss"                                    | 13                              | —                               | Sakura Gakuin 2012 Nendo ~My Generation~  |
| 6                                                                                           | 2013 | "Ganbare!!"                                             | 6                               | 60                              | Sakura Gakuin 2013 Nendo ~Kizuna~         |
| 7                                                                                           | 2014 | "Jump Up ~Chiisana Yuki~"                               | 25                              | —                               | Sakura Gakuin 2013 Nendo ~Kizuna~         |
| -                                                                                           | 2014 | "Heart no Hoshi" (DVD single)                           | 4                               | —                               | Sakura Gakuin 2014 Nendo ~Kimi ni Todoke~ |
| -                                                                                           | 2015 | "Aogeba Totoshi ~from Sakura Gakuin 2014~" (DVD single) | 4                               | —                               | Sakura Gakuin 2014 Nendo ~Kimi ni Todoke~ |
| "—" denota um lançamento que não entrou na parada musical, ou não foi lançado naquele país. |      |                                                         |                                 |                                 |                                           |

## Vídeos musicais
| Ano  | Título                                     | Diretor                | Ref.   |
| ---- | ------------------------------------------ | ---------------------- | ------ |
| 2011 | "Yume ni Mukatte"                          | Takatoshi Tsuchiya     | [ 10 ] |
| 2011 | "Hello! Ivy"                               | Takatoshi Tsuchiya     | [ 11 ] |
| 2011 | "message"                                  |                        |        |
| 2012 | "Verishuvi"                                | Hideaki Fukui          | [ 12 ] |
| 2012 | "Tabidachi no Hi ni"                       | Jika                   | [ 13 ] |
| 2012 | "Friends"                                  |                        |        |
| 2013 | "My Graduation Toss"                       | SMITH                  | [ 14 ] |
| 2013 | "Song for smiling"                         |                        |        |
| 2013 | "Wonderful Journey"                        | Wataru Saitou          | [ 15 ] |
| 2014 | "Jump Up ~Chiisana Yuki~"                  | Shoichi DAVID Haruyama | [ 16 ] |
| 2014 | "Hana*Hana"                                |                        |        |
| 2014 | "Ganbare!!"                                | Mao Muramatsu          | [ 17 ] |
| 2014 | "Heart no Hoshi"                           | ZUMI                   | [ 18 ] |
| 2015 | "Aogeba Totoshi ~from Sakura Gakuin 2014~" | Yasuhiro Arafune       | [ 19 ] |